# I due centurioni
I due centurioni è un romanzo storico breve di Andrea Frediani, pubblicato nel 2012.

## Breve sinossi
L'opera è ambientata in un accampamento non meglio precisato nella Gallia settentrionale al tempo delle campagne di conquista di Cesare. Il romanzo è impostato sotto forma di epistola, spedita dal legato Quinto Tullio Cicerone - che è dunque anche voce narrante - a suo fratello Marco Tullio Cicerone. Nella lettera Quinto descrive un assalto all'accampamento operato dai Belgi e Nervii durante il quale si distinguono due centurioni della legione, Tito Pullo e Lucio Voreno, i veri protagonisti del romanzo.

## Edizioni
- Andrea Frediani, collana Short, Barbera, 25 ottobre 2012,  p. 65, ISBN 9788878995581.